# USS Chauncey (DD-3)
USS Chauncey (DD-3) (wcześniej "Destroyer No. 3") – amerykański niszczyciel typu Bainbridge będący w służbie United States Navy w czasie I wojny światowej. Nazwa okrętu pochodziła od komodora Isaaca Chaunceya.
Okręt zwodowano 26 października 1901 w stoczni Neafie and Levy Ship and Engine Building Company w Filadelfii, matką chrzestną była M. C. S. Todd. Jednostka weszła do ograniczonej służby (ang. reduced commission) 20 listopada 1902, została umieszczona w rezerwie 2 grudnia 1902, po czym weszła do pełnej służby 21 lutego 1903, pierwszym dowódcą został Lieutenant S. E. Moses. Okręt został przydzielony do Floty Atlantyku.
"Chauncey" służył w Eskadrze Brzegowej (ang. Coast Squadron) do 20 września 1903, gdy został przeniesiony do Floty Azjatyckiej (ang. Asiatic Fleet). Key West opuścił 18 grudnia kierując się w stronę Orientu. Po przejściu przez Kanał Sueski dotarł do Cavite i dołączył do sił reprezentujących Amerykę na Dalekim Wschodnie. Pływał po wodach filipińskich w czasie zimy i chińskich w czasie lata. Pomijając okres spędzony w rezerwie pomiędzy 3 grudnia 1905 a 12 stycznia 1907, okręt pełnił taką służbę do czasu wejścia Stanów Zjednoczonych do I wojny światowej.
Niszczyciel wypłynął z Cavite 1 sierpnia 1917 by pełnić służbę eskortową na wschodnim Atlantyku bazując w Saint-Nazaire (Francja). 19 listopada, gdy był około 110 mil na zachód od Gibraltaru pełniąc służbę eskortową, został staranowany przez brytyjski statek handlowy SS "Rose". Obie jednostki płynęły w pełnym zaciemnieniu. O 3:17 "Chauncey" zatonął w miejscu, gdzie głębokość wynosiła 2700 metrów. W czasie wypadku zginęło 21 ludzi, w tym kapitan okrętu, Lieutenant Commander Walter E. Reno. 70 ocalałych podniósł z wody "Rose" i odwiózł do portu.
Jeden z ocalałych z niszczyciela, Marcus Goodrich napisał książkę 'Delilah'. Jest to fikcyjna opowieść oparta na jego doświadczeniach z czasów służby na okręcie. Opisuje życie na pokładzie niszczyciela z czasów sprzed I wojny światowej.